# Refuge faunique national Aroostook
Pour les articles homonymes, voir Aroostook (homonymie).
Le refuge faunique national Aroostook (anglais : Aroostook National Wildlife Refuge) est un refuge faunique national des États-Unis située au Maine, près de la ville de Limestone.

## Galerie

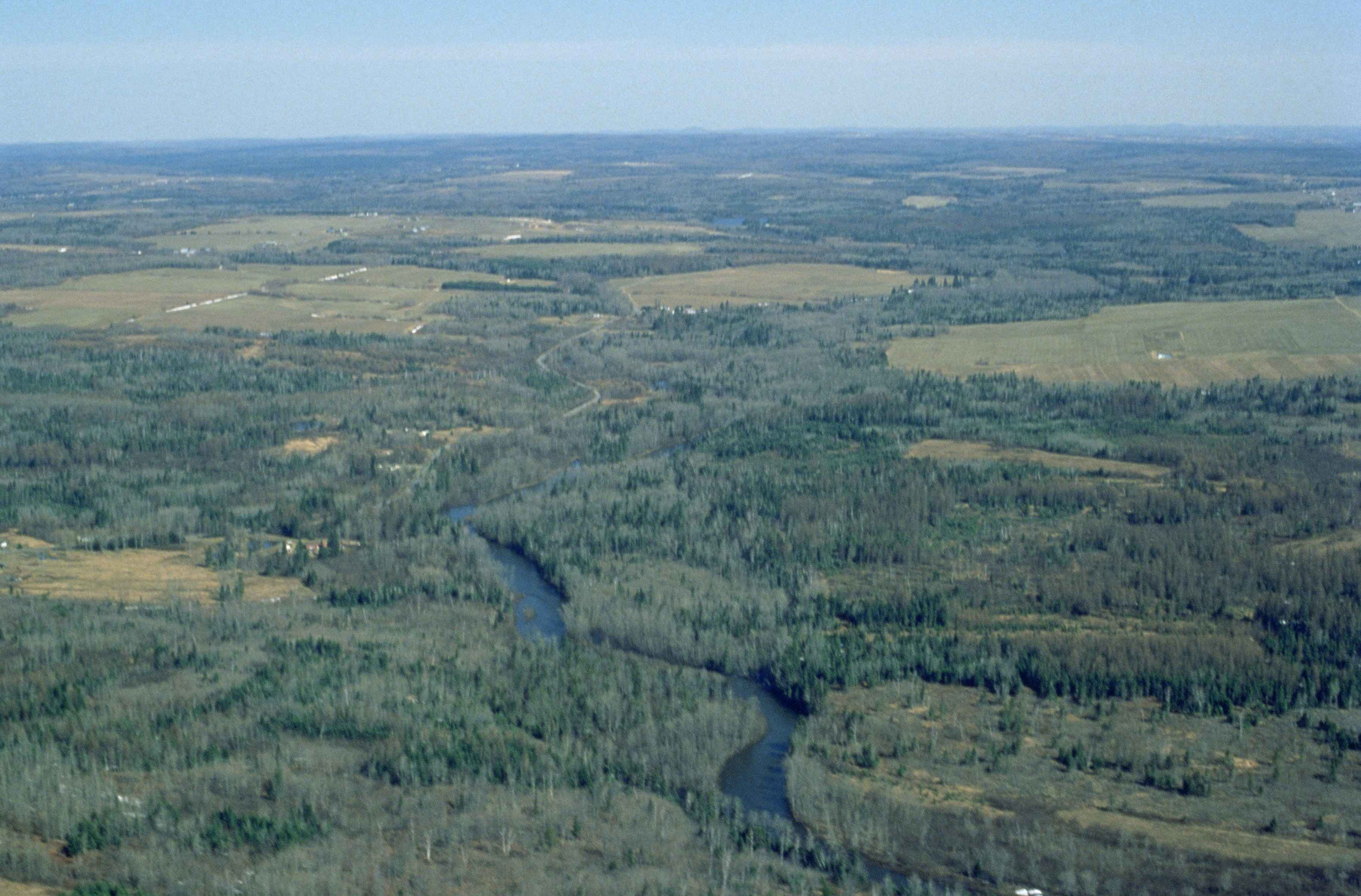
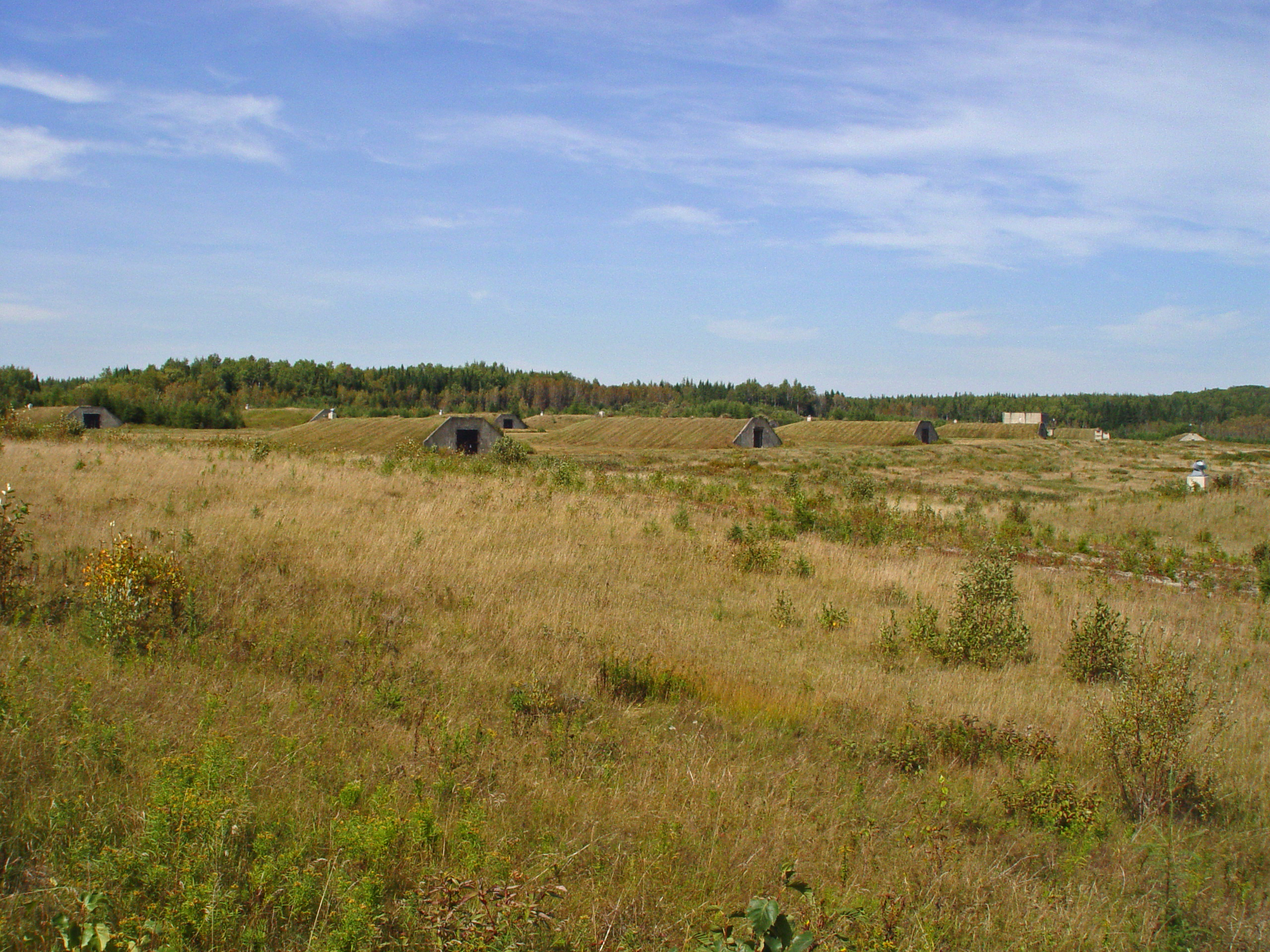
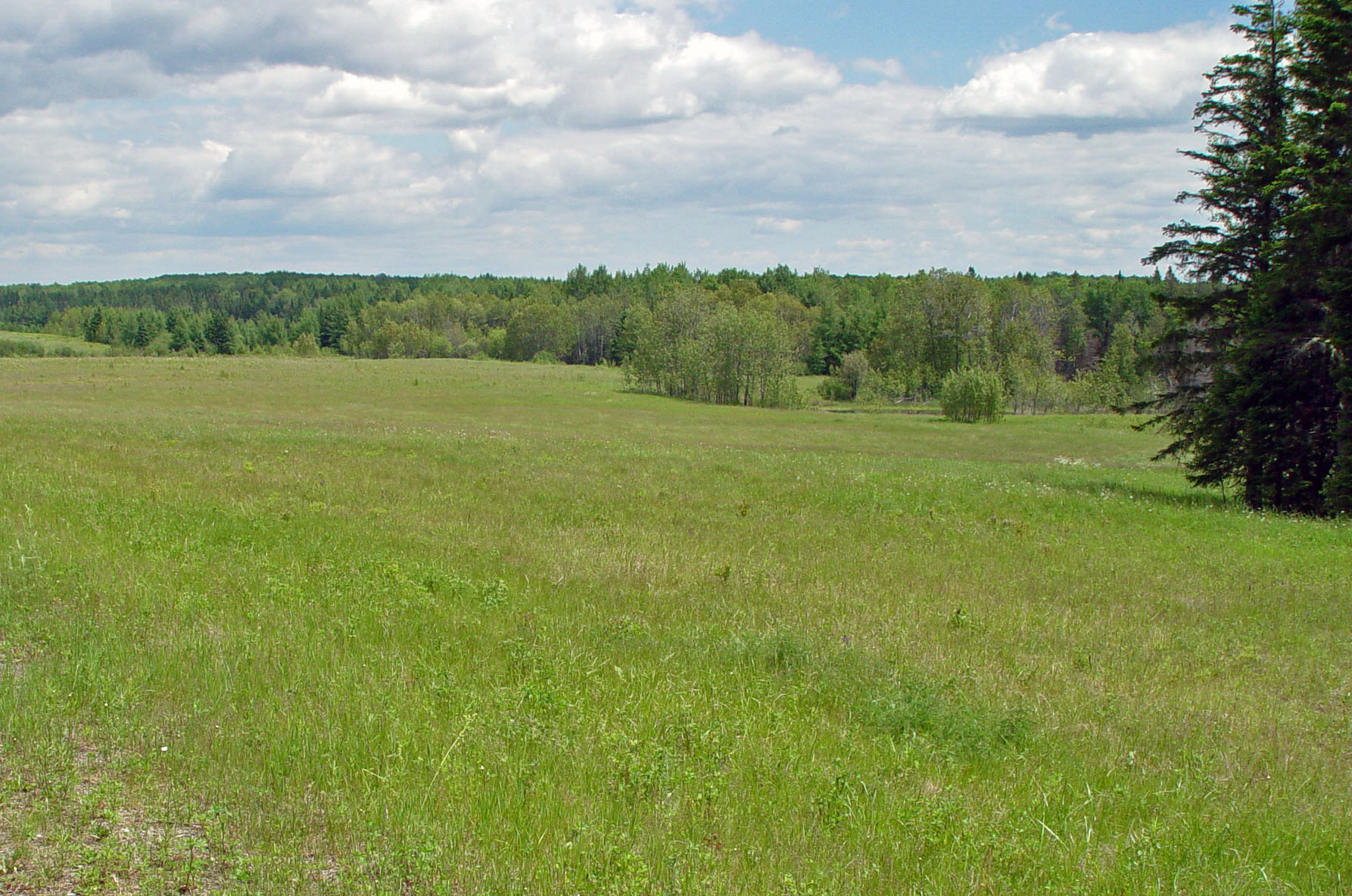
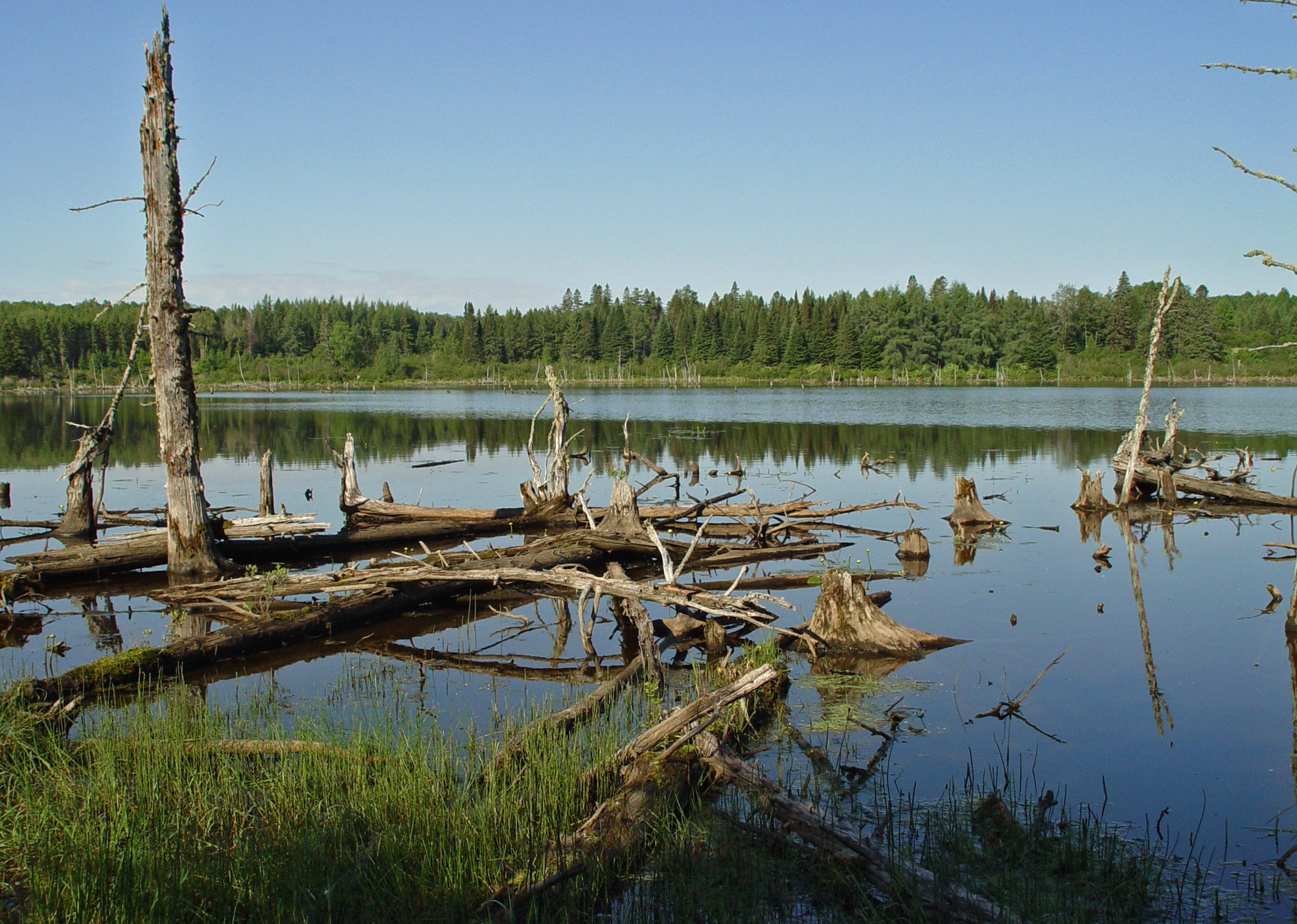